# Cristina Cassar Scalia
Cristina Cassar Scalia (Noto, 25 maggio 1977) è una scrittrice italiana.

## Biografia
Laureata in Medicina e Chirurgia presso l'Università degli studi di Catania, vive ad Aci Castello dove esercita la professione di medico oftalmologo.
Ha esordito nel 2014 con il romanzo La seconda estate (tradotto in Francia e insignito del Premio Capalbio Opera prima) al quale ha fatto seguito l'anno successivo Le stanze dello scirocco, ambientato in Sicilia.
Nel 2018 con Sabbia nera ha virato al giallo introducendo il personaggio del vicequestore Vanina Guarrasi della squadra mobile di Catania. L'anno successivo ha ottenuto il Premio letterario Racalmare Leonardo Sciascia.
Le indagini della Guarrasi proseguono nel 2019 con La logica della lampara, nel 2020 con La salita dei Saponari e insieme a Giancarlo De Cataldo e Maurizio De Giovanni, Tre passi per un delitto. 
L'anno successivo (2021) sono usciti L'uomo del porto e Il Talento del cappellano, seguiti poi nel 2022 da La carrozza della Santa e nel 2023 da Il Re del gelato e da La banda dei carusi.
Dai romanzi della Scalia è tratta la serie Vanina - Un vicequestore a Catania, in onda su Canale 5 dal 2024 e alla cui sceneggiatura ha lavorato la stessa scrittrice. Nello stesso anno viene pubblicato Il castagno dei cento cavalli sempre con protagonista il vicequestore Giovanna Guarrasi e il commissario in pensione Biagio Patanè.

## La Sicilia di Vanina Guarrasi
Nei romanzi di Cristina Cassar Scalia, soprattutto in quelli con Vanina Guarrasi protagonista, la Sicilia è centrale, pur se descritta in modo neutrale, tanto da diventare non un semplice sfondo delle vicende, ma un vero e proprio personaggio, capace di esercitare una forza attrattiva nei confronti dei lettori.

## Opere

### Romanzi

#### Serie del vicequestoreGiovanna Guarrasi, detta Vanina
- Sabbia nera, Collana Stile Libero Big, Torino, Einaudi, 2018, ISBN 978-88-06-23667-0.
- La logica della lampara, Collana Stile Libero Big, Torino, Einaudi, 2019, ISBN 978-88-06-24134-6.
- La Salita dei Saponari, Collana Stile Libero Big, Torino, Einaudi, 2020, ISBN 978-88-062-4607-5.
- L'uomo del porto, Collana Stile Libero Big, Torino, Einaudi, 2021, ISBN 978-88-062-4744-7.
- Il talento del cappellano, Collana Stile Libero Big, Torino, Einaudi, 2021, ISBN 978-88-062-5059-1.
- La carrozza della Santa, Collana Stile Libero Big, Torino, Einaudi, 2022, ISBN 978-88-062-5139-0.
- Il Re del gelato, Collana Stile Libero Big, Torino, Einaudi, 2023, ISBN 978-88-062-5487-2.
- La banda dei carusi, Collana Stile Libero Big, Torino, Einaudi, 2023, ISBN 978-88-062-5637-1.
- Il Castagno dei cento cavalli, Collana Stile Libero Big, Torino, Einaudi, 2024, ISBN 978-88-062-6029-3.

#### Serie del commissario Scipione Macchiavelli
- Delitto di benvenuto. Un'indagine di Scipione Macchiavelli, Collana Stile Libero Big, Torino, Einaudi, 2025, ISBN 978-88-062-6146-7.

#### Altri romanzi
- La seconda estate, Milano, Sperling & Kupfer, 2014, ISBN 978-88-200-5648-3.
- Le stanze dello scirocco, Milano, Sperling & Kupfer, 2015, ISBN 978-88-200-5871-5.
- Tre passi per un delitto, con Giancarlo De Cataldo e Maurizio de Giovanni, Torino, Einaudi, 2020, ISBN 978-88-584-3332-4.

#### Racconti
- Filinona di fine estate , Torino, Gedi, 2020

## Riconoscimenti
- Premio Capalbio Internazionale Piazza Magenta: 2014 vincitrice nella sezione Opera prima con La seconda estate
- Premio letterario internazionale Pietro Mignosi 2015[7]
- Premio letterario Racalmare Leonardo Sciascia: 2019 vincitrice con Sabbia nera ex aequo con Evelina Santangelo
- Premio Fedeli: 2021 finalista con L'uomo del porto[8]